# Вейлендам
Вейлендам (нід. Vuilendam) — селище в нідерландській провінції Південна Голландія. Входить до муніципалітету Моленланден.